# Keep on Rocking
Keep on Rocking è una raccolta di brani remix dei Geordie, il primo gruppo di Brian Johnson, pubblicata nel 1989 dalla casa discografica Anchor. La raccolta contiene 12 brani, tutti in versione remix; il remixaggio è stato effettuato da Peter Yellowstone e Phil Radford, collaboratori dei Geordie fin dagli anni Settanta. È stata ristampata su CD varie volte, negli anni Novanta.

## Canzoni
1. Keep on rocking (remix) (Malcolm)
2. Can you do it (remix) (Malcolm)
3. Black cat woman (remix) (Malcolm)
4. Natural born loser (remix) (Malcolm)
5. Ain't it just like a woman (remix) (Malcolm)
6. Strange man (remix)(Malcolm)
7. Hope you like it (remix) (Malcolm)
8. Mercenary man (remix) (Malcolm)
9. Fire queen (remix) (Malcolm)
10. Give you till monday (remix) (Malcolm)
11. Ten feet tall (remix) (Malcolm)
12. Going down (remix) (brano tradizionale americano, riarrangiato da Brian Johnson e Vic Malcolm)

## Formazione
- Brian Johnson (voce)
- Vic Malcolm (chitarra)
- Tom Hill (basso)
- Brian Gibson (batteria)

## Collaboratori
- Peter Yellowstone (remix)
- Phil Radford (remix)